# Nyakogo
Nyakogo är ett periodiskt vattendrag i Burundi.   Det ligger i provinsen Muramvya, i den centrala delen av landet, 30 km nordost om huvudstaden Bujumbura.
Omgivningarna runt Nyakogo är en mosaik av jordbruksmark och naturlig växtlighet. Runt Nyakogo är det tätbefolkat, med 308 invånare per kvadratkilometer.